# Schildstraße (Lübeck)

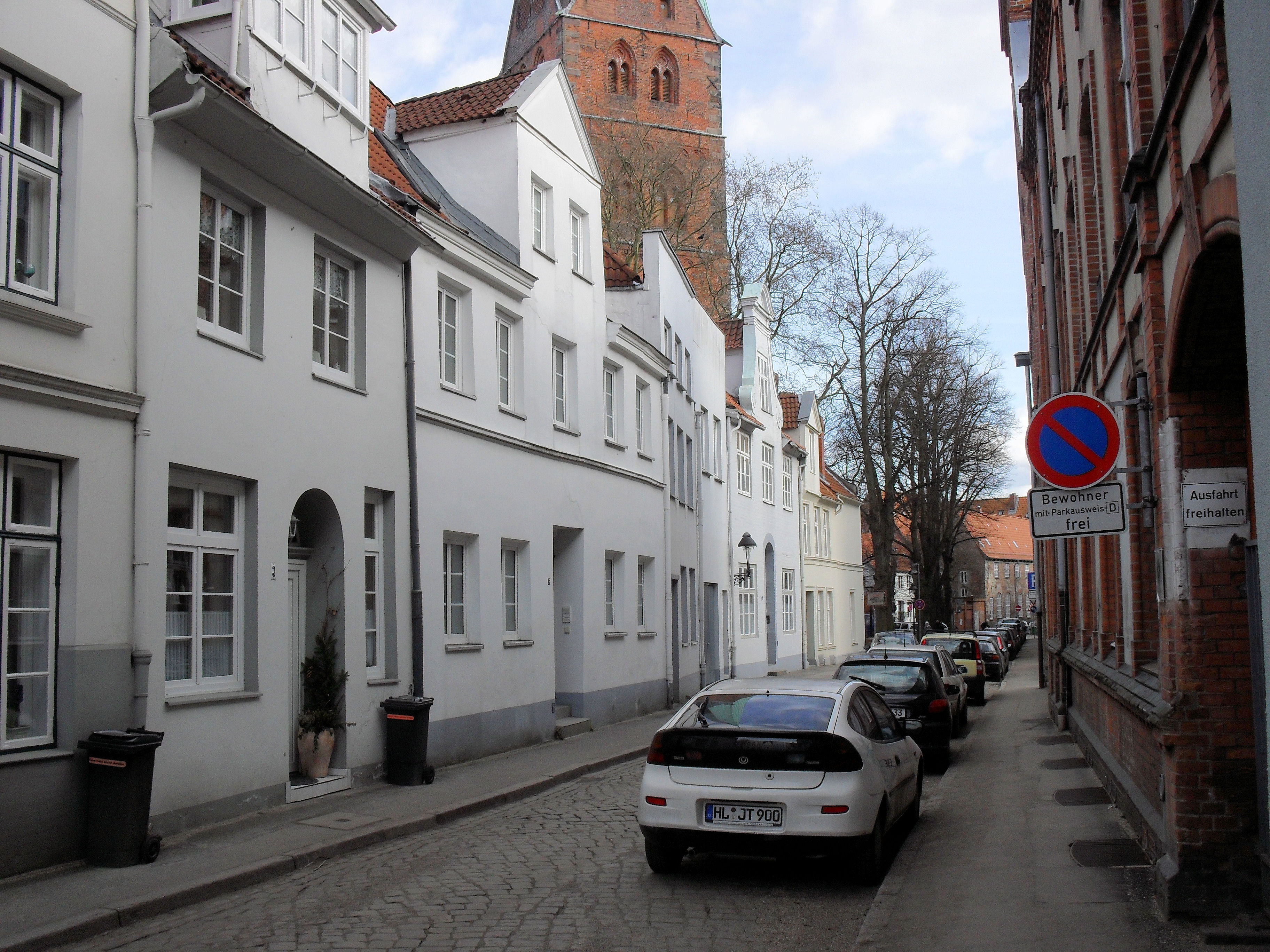
Die Schildstraße

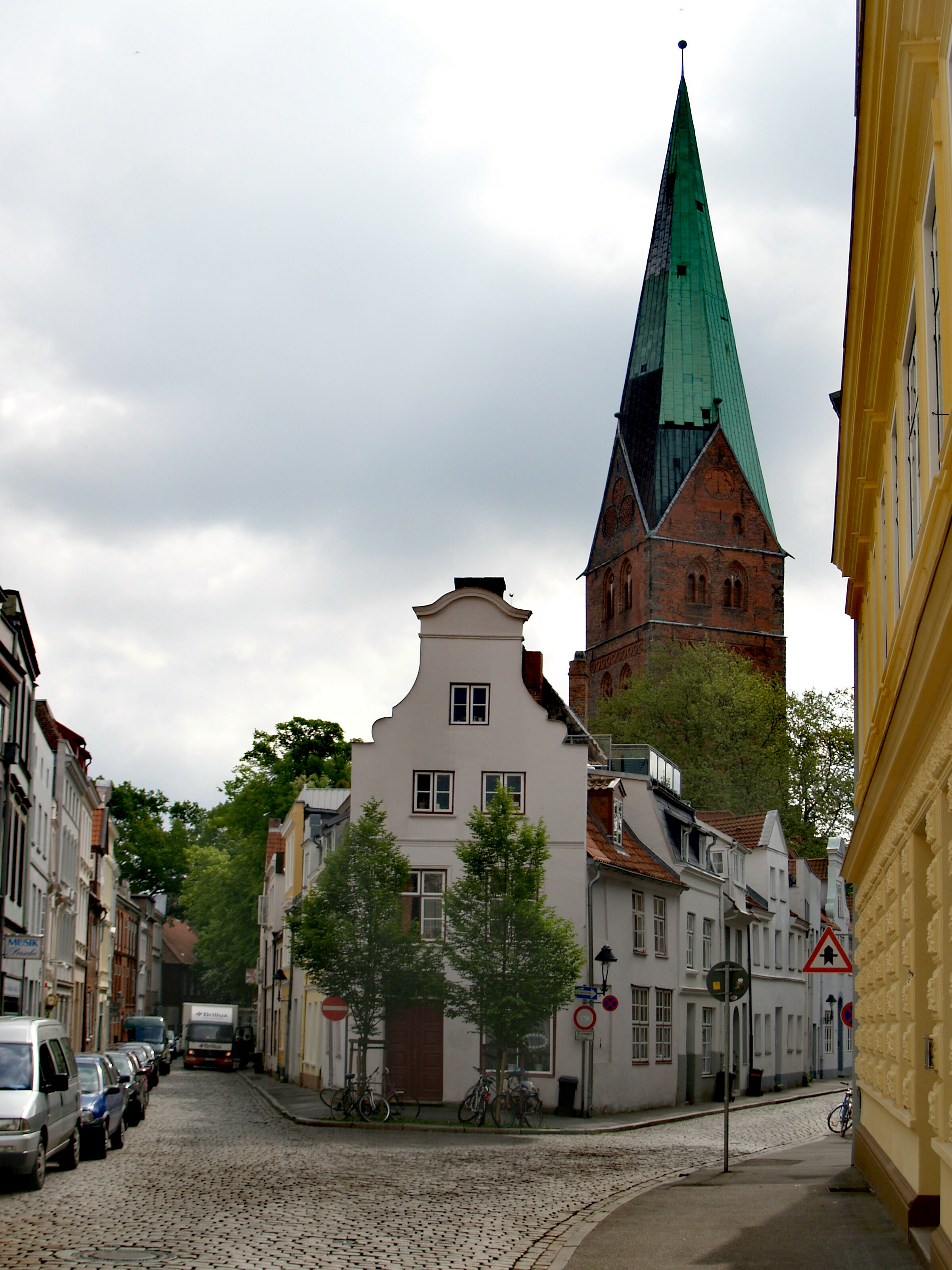
Die Schildstraße (rechts) bei ihrer Abzweigung von der Aegidienstraße; im Hintergrund der Turm der Aegidienkirche. Im Vordergrund das Haus Aegidienstraße 24.

Die Schildstraße ist eine Straße in der Lübecker Altstadt.

## Lage
Die Schildstraße, im südöstlichen Teil der Altstadtinsel (Johannis Quartier) gelegen, zweigt beim Haus Aegidienstraße 24 von der Aegidienstraße ab. Sie führt an der Südseite der Aegidienkirche entlang bis zur St.-Annen-Straße.
Sie begrenzt den Aegidienkirchhof. Die Schildstraße hat die Postleitzahl 23552.

## Geschichte
Die Schildstraße galt ursprünglich nicht als eigenständige Straße, sondern wurde über Jahrhunderte als Teil der 1286 erstmals urkundlich belegten Aegidienstraße betrachtet. Zur Unterscheidung der beiden Zweige trug die heutige Schildstraße den Namenszusatz up dem Ruggen.
Erst 1884 wurde der südliche Arm der Aegidienstraße zur eigenständigen Straße erklärt und erhielt ihren bis heute gültigen Namen zugewiesen. Abgeleitet wurde diese Bezeichnung von den mittelalterlichen Eigennamen der Häuser an ihrer Nordseite, die schon 1365 in Dokumenten To dem Schilde genannt wurden.
Die Schildstraße blieb beim Luftangriff vom 29. März 1942 von Zerstörungen größtenteils verschont und weist daher ein weitgehend erhaltenes historisches Straßenbild auf.

## Bauwerke
- Schildstraße 10, auf das 14. Jahrhundert zurückgehendes Backsteinrenaissance-Giebelhaus
- Schildstraße 11, auf das frühe 14. Jahrhundert zurückgehendes barockes Haus
- Schildstraße 12–14, der Brömserhof, ein 1759 erbautes spätbarockes Stadtpalais
- Schildstraße 22–30/St.-Annen-Straße 2, Logenhaus; an dieser Stelle stand zuvor das Geburtshaus von August Hermann Francke

Bauten (Auswahl)
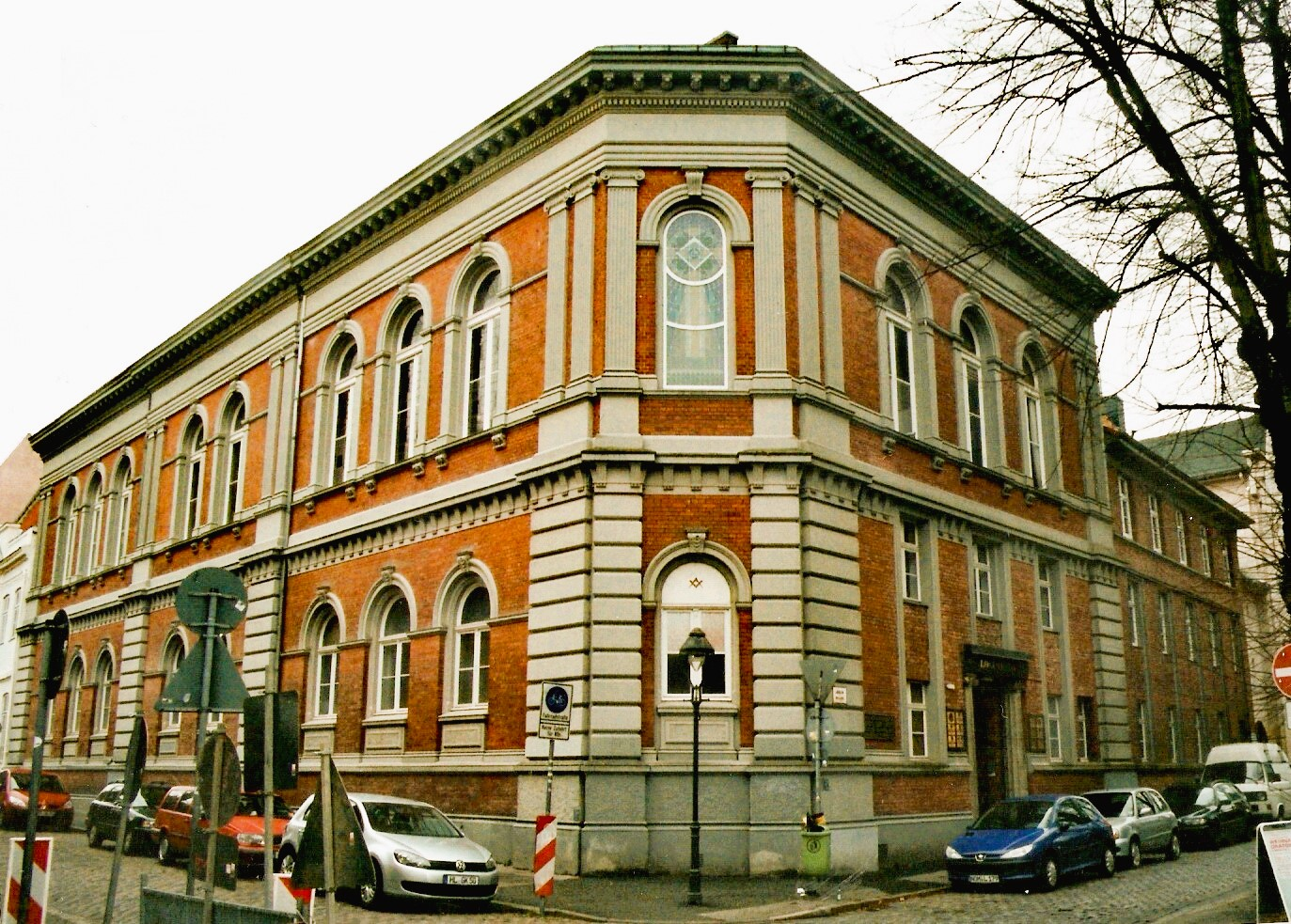
Logenhaus an der Ecke Schildstraße/St.-Annen-Straße
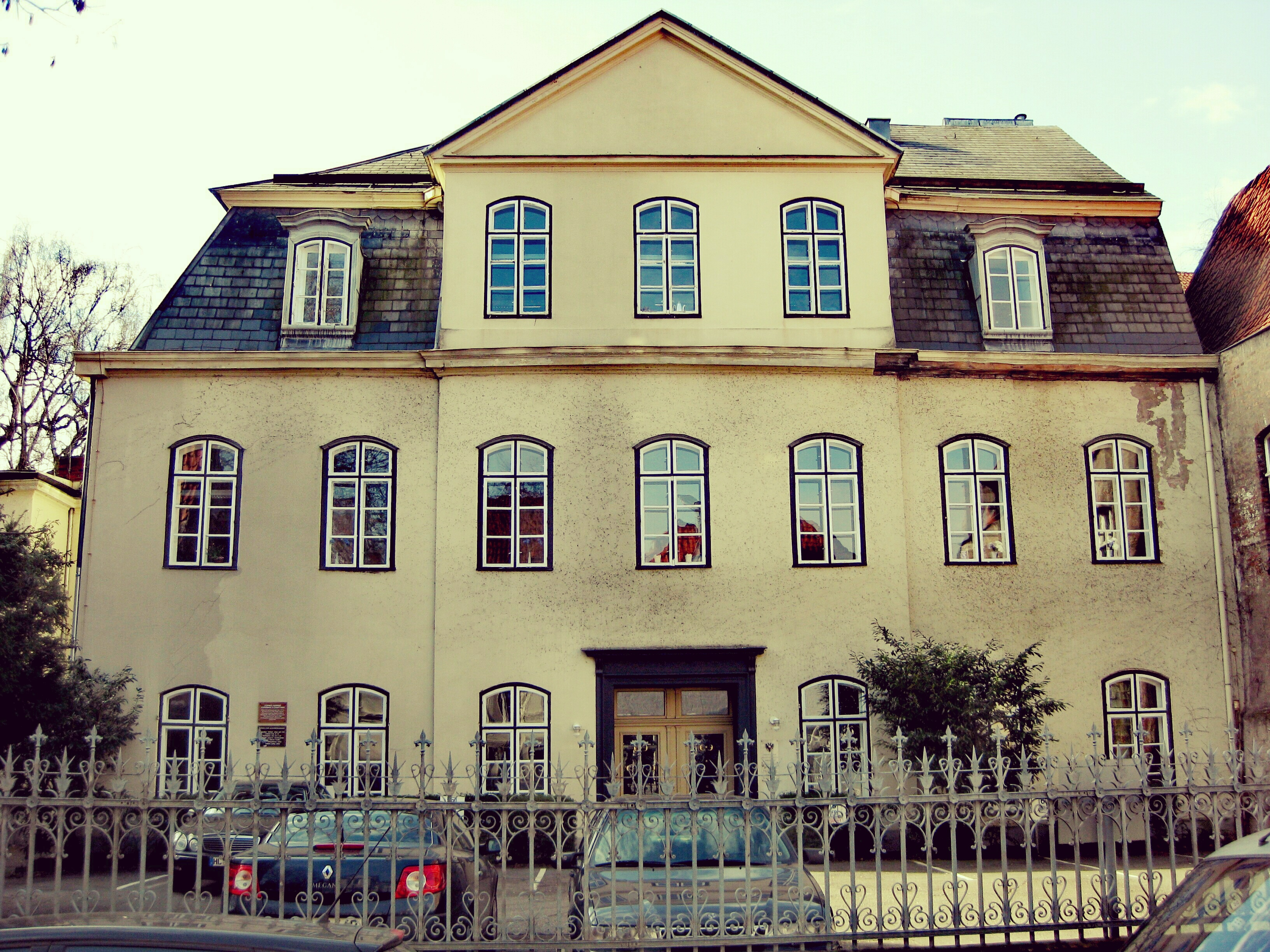
Der Brömserhof
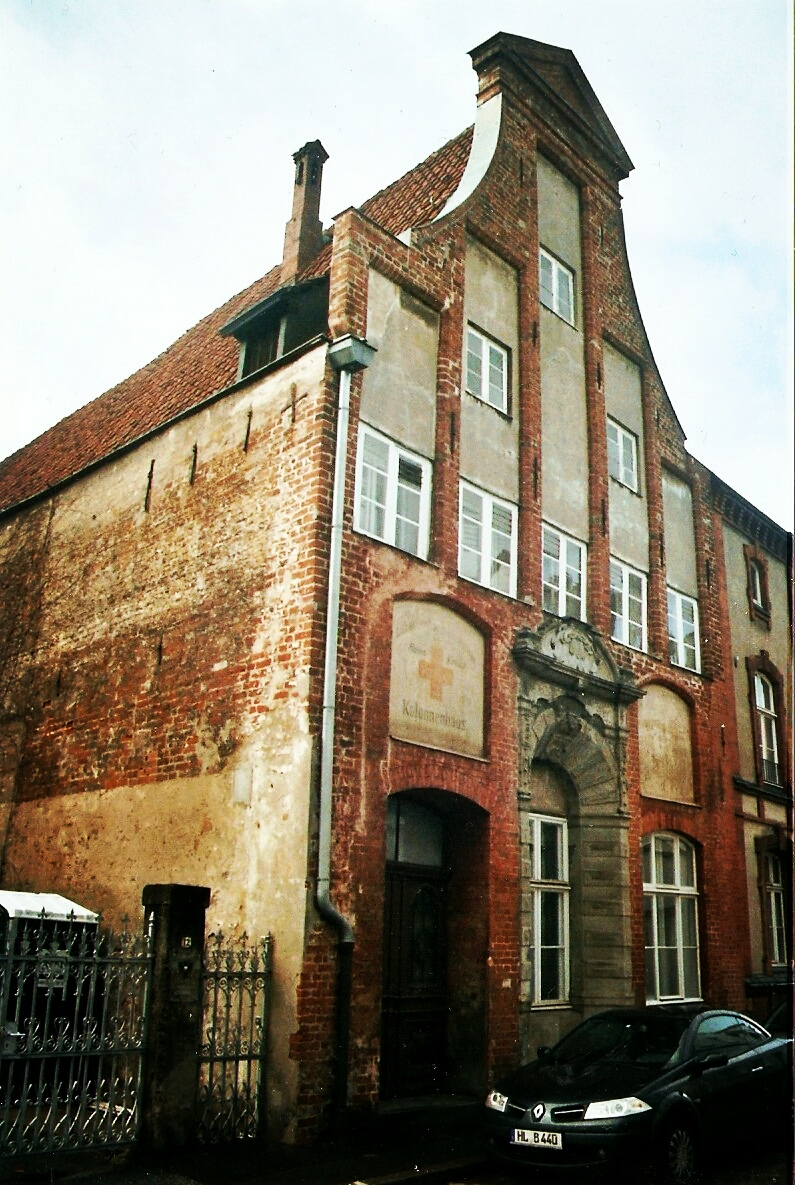
Einstiges Kolonnenhaus der Lübecker Sanitätskolonne

## Gänge und Höfe
Von der Schildstraße gehen oder gingen folgende Lübecker Gänge und Höfe ab (nach Hausnummern):
- 14: Gloxin-Stift (auch: Leithoffs Gang)